# 鈕永建
鈕 永建（ちゅう えいけん）は、中華民国の軍人・政治家・革命家。中国同盟会以来の革命派人士で、中国国民党でも要人となった。字は惕生。

## 事跡

### 革命派での活動
1889年（光緒15年）、20歳にして秀才となり、江陰南菁書院において学ぶ。この時、呉稚暉と親交を結ぶ。1892年（光緒18年）、書院の学生と江陰知県との紛争が発生すると、鈕永建は呉稚暉とともに退学し、上海の正経書院に移った。1894年（光緒20年）、江南恩科郷試に合格した。しかし、この後に軍人の道に転じ、1895年（光緒21年）に湖北武備学堂に入学している。これにより、ドイツ型軍事教育を4年間受けた。卒業後は上海に戻り、教師となる。
1899年（光緒25年）に鈕永建は日本に留学した。しかし、留学時期の問題で陸軍士官学校には進学できず、日本語を学ぶ傍ら留学生組織のための事務に奔走した。1900年（光緒26年）、呉稚暉の紹介により、横浜で孫文と対面している。同年12月、両広総督陶模の招聘により、帰国して広東武備学堂の創設準備に参加した。同学堂の創設後は再び東京に戻り、『江蘇』雑誌を創刊して革命派の宣伝に従事した。
1903年（光緒29年）、鈕永建は、藍天蔚らが組織した抗俄義勇隊に加わった。これはまもなく清朝の意を受けた日本の圧力で解散されてしまう。しかし義勇隊は軍国民教育会に改組されて、活動を続けた。同年5月、上海に戻り、革命派を浸透させるための様々な活動に従事している。1905年（光緒31年）、桂林兵備道総弁の荘蘊寛から同幇弁として任用された。さらに広西講武堂と広西陸軍小学の創設準備を両広総督から命じられ、あわせて総監を兼任した。また、この期間に、黄興の紹介により中国同盟会にも加入している。4年間の広西赴任で、革命派の土壌培養にも貢献した。
1909年（宣統元年）、鈕永建が革命派であることが発覚し、鈕永建はドイツへ亡命してさらに軍事を学んだ。1911年（宣統3年）10月に帰国し、上海において陳其美らの組織に加わる。鈕永建は同盟会・光復会・上海商団の連絡調整の任にあたった。11月3日、清朝側に捕えられた陳其美を鈕永建は決死隊を率いて救出し、上海での革命派蜂起を成功させた。上海軍政府では、鈕永建は軍務部長に任じられている。その後も、各地の革命派蜂起を支援し、12月には、江蘇都督府で参謀次長に任命された。

### 袁世凱討伐、中国国民党での活動
中華民国成立とともに、鈕永建は参謀本部参謀副長（参謀総長：黄興）に抜擢された。しかし、袁世凱が臨時大総統となると、鈕永建も孫文らとともに職を解かれ、以後は孫文と行動を共にする。1913年（民国2年）、二次革命（第二革命）が勃発すると、上海で鈕永建も参加したが、敗北して日本に亡命した。
日本では、鈕永建は中華革命党の組織に参与した。しかし孫文と黄興との路線対立が惹起されてしまうと、両者との関係が深かった鈕永建は、結局中華革命党に参加することをあきらめ、再びヨーロッパに留学した。1915年（民国4年）10月、帰国して、反袁世凱活動に上海で参加した。陳其美が暗殺されるとその葬儀を主宰し、同年の黄興の死に際しても、葬儀の運営に関わった。
1917年（民国6年）9月から、孫文の護法戦争に参加する。1918年（民国7年）初めに、軍政府参謀次長等に就任した。その後も孫文に随従して各種事務・工作に奔走し、中国国民党にも加入している。1924年（民国13年）冬の孫文の北京行にも随従し、孫文の死を看取った。1926年（民国15年）7月、国民革命軍総司令部参議に任じられ、上海での後方活動に従事する。上海クーデター直前に、一時下野した。

### 国民政府での活動
1927年（民国16年）4月18日、南京に国民政府が成立すると、国民政府秘書長に任命された。さらに江蘇省政務委員会委員兼民政庁長に異動する。同年11月、省政府主席制が採用されると、鈕永建が初代江蘇省政府主席となった。鈕永建の統治は堅実で評価が高く、治安維持・財政整理・教育振興などで実績をあげた。その一方で、中国共産党に対する追及、取り締まりも厳しかったとされる。
1931年（民国19年）3月、行政院内政部代理部長に転じた。以後は、考試院副院長、銓叙部長、国民政府政務官懲戒委員会委員長などを歴任している。
国共内戦で国民党が敗北すると、鈕永建は蔣介石に従って台湾に逃れた。国民党中央評議会委員、典試委員長に任じられている。1952年（民国41年）に引退したが、1957年（民国46年）にも再び中央評議委員に選出されている。
1965年（民国54年）12月23日、ニューヨークで病没。享年96（満95歳）。